# Raju Gaikwad
Raju Eknath Gaikwad (* 25. September 1990 in Mumbai) ist ein indischer Fußballspieler.

## Karriere

### Verein
Nachdem Gaikwad bei der Tata FA ausgebildet worden war, wechselte er 2010 zu den Pailan Arrows. Dort gab er sein Debüt am 3. Dezember 2010 gegen Prayag United, welches ebenfalls das erste Spiel der Pailan Arrows überhaupt in der I-League war; Pailan verlor das Spiel mit 1:2. Im Juli 2011 unterschrieb Gaikwad dann beim East Bengal Club und gab sein Debüt erst im Februar 2012 weil er zuvor wegen einer Verletzung pausieren musste. 2014 wechselte er dann zu Mumbai City FC.

### Nationalmannschaft
Gaikwad machte sein Debüt für die indische U-23 am 23. Februar 2011 gegen Myanmars U-23, bei einem Qualifikationsspiel zu den Olympischen Spielen 2012, das Spiel gewann Indien mit 2:1. Sein Debüt für die erste Auswahl Indiens machte er am 21. März 2011 gegen Taiwan in der Qualifikation zum AFC Challenge Cup 2012, welches Indien mit 3:0 gewann. Mit Indien gewann er am 11. Dezember 2011 die Fußball-Südasienmeisterschaft 2011 nach einem Sieg gegen Afghanistan, anschließend führte er Indien als Kapitän zum Gewinn des Nehru Cups nach einem Sieg gegen Kameruns B-Team am 2. September 2012.